# Мастер Бертрам
Мастер Бертрам из Миндена (нем. Meister Bertram, Bertram von Minden; род. 1340 г. Минден — ум. 1414/1415 г. Гамбург) — немецкий художник, один из крупнейших представителей готической живописи, работавший в стиле интернациональной готики.

## Жизнь и творчество
Родился в вестфальском Миндене либо в его предместье, в состоятельной семье. Предположительно получил художественное образование при дворе императора Священной Римской империи Карла IV в Праге, а также в Страсбурге и Кёльне. Впервые упоминается в Гамбурге — где мастер затем жил и работал — в 1367 году как Bertram Pictor. Кроме живописи занимался также деревянной скульптурой и иллюстрированием книг. В 1371 году художник покупает на нынешней Кузнечной улице (Schmiedestraße) дом, в непосредственной близости от соборов Св. Марии и Св. Петра. В 1383 он там же покупает ещё одно здание. Мастер Бертрам руководил большой мастерской, в которой работали живописцы и резчики по дереву. Согласно данным городского ведомства, занимавшегося делами цеха художников, у Бертрама были заняты два подмастерья и два ученика. Работали по заказам города, церкви и частных лиц — занимались росписями, реставрацией в том числе скульптур, украшением футляров для документов, седёл, светильников и т. д.
Одним из наиболее значимых произведений мастера Бертрама является оконченный в 1383 году алтарь-складень, созданный для крупнейшего в Гамбурге собора Святого Петра и известный ныне как Грабовский алтарь.
Первое завещание мастера относится к 1390 году, и в нём упоминается его желание совершить паломничество в Рим. Состоялось ли оно на самом деле — неизвестно, однако позднейшее развитие творчества Бертрама указывает на влияние итальянского искусства на него. В 1410 году Бертрам составляет своё второе завещание, в которой наследницей его становится малолетняя дочь Геза, что указывает на то, что супруга художника к этому времени уже скончалась. После смерти мастера его дом и мастерскую приобрёл также художник по имени Иоганнес.

## Сохранившиеся работы
- В монастыре Доберан: две рельефные доски Рождество Христово и Бегство в Египет, размещённые на внутренней стороне крыльев алтаря-складня (1467).
- В нью-йоркской библиотеке Пирпонта Моргана: художественные миниатюры на трёх листах: Воскресение Христово, праздничное действо ко дню Тела Христова и Изображение Христа в Храме (все три — до 1381 года)
- В музее Декоративного искусства в Париже: шесть досок с изображениями Страстей Христовых, принадлежащих предположительно к двум алтарным крыльям
- Собрание Тиссен в Кастаньоле близ Лугано: малый домашний алтарь с изображением Vera Icon. Считается ранней работой мастера, по манере исполнения близок и книжной миниатюре
- Земельный музей Нижней Саксонии: алтарь 1394 для не сохранившейся до настоящего времени гамбургской церкви Св. Иоганна. Представляет собой развитие того художественного стиля, в котором был ранее выполнен Грабовский алтарь.

## Галерея

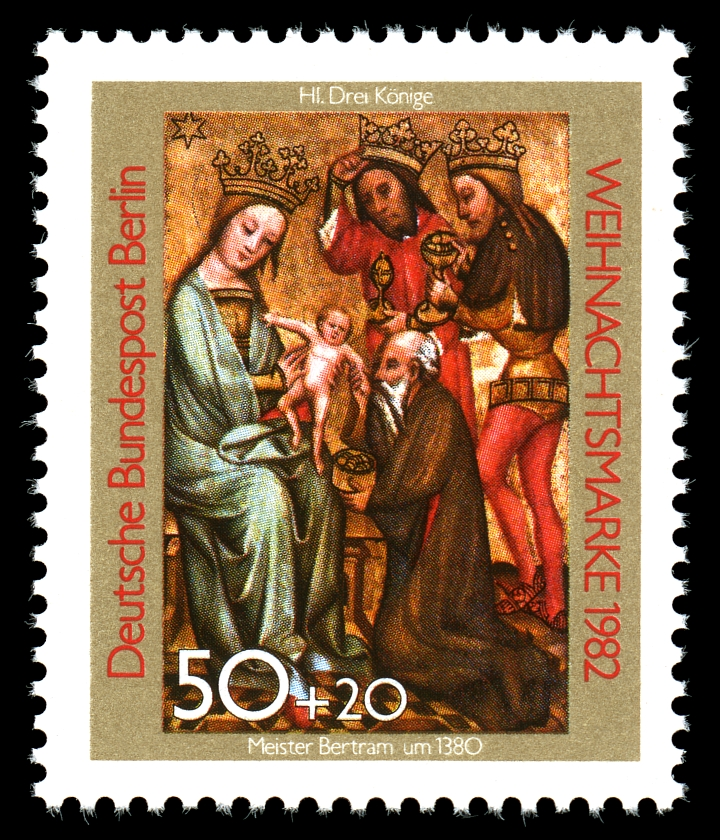
Почтовая марка ФРГ (1982 год), Поклонение волхвов
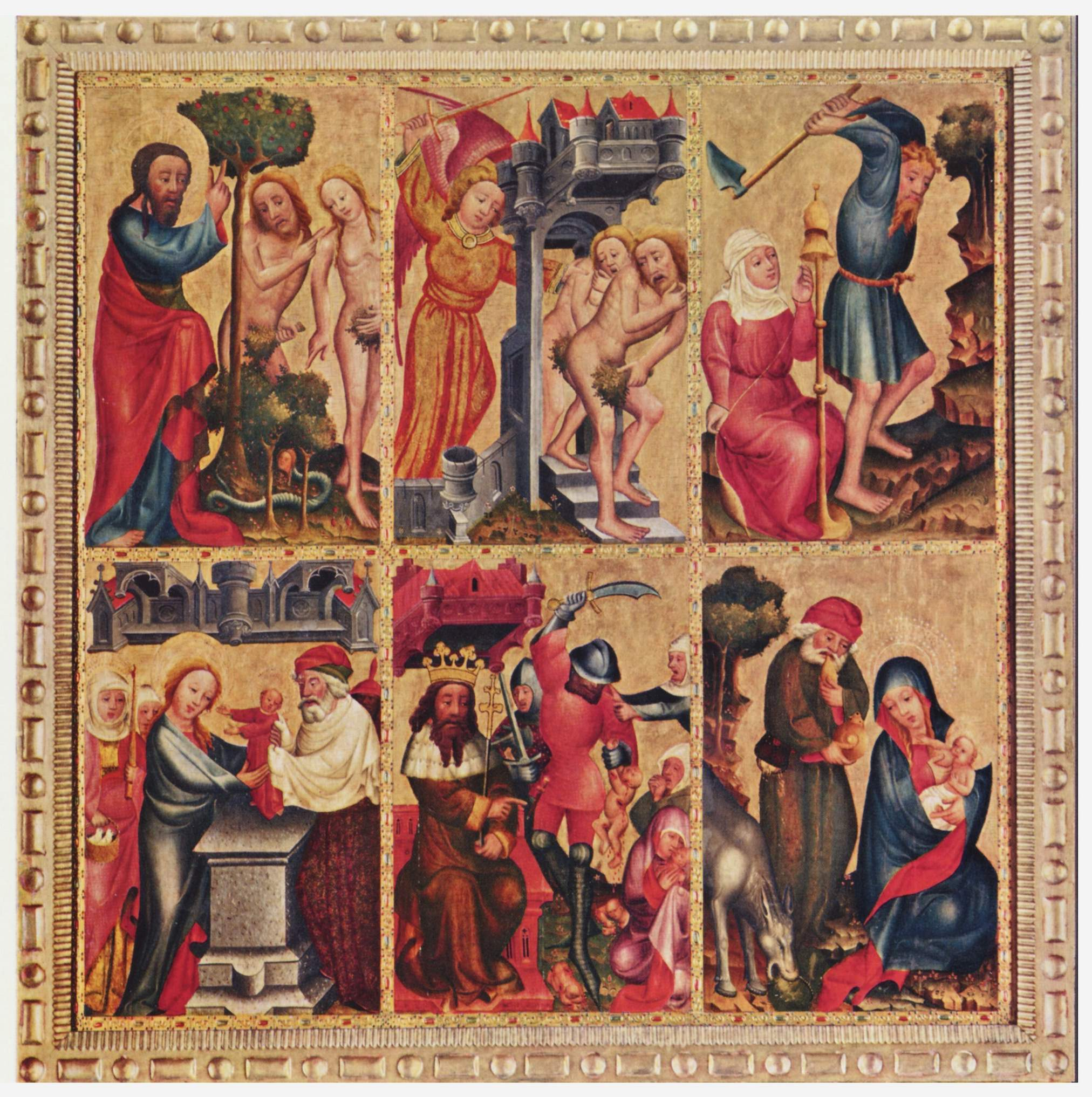
Грабовский алтарь
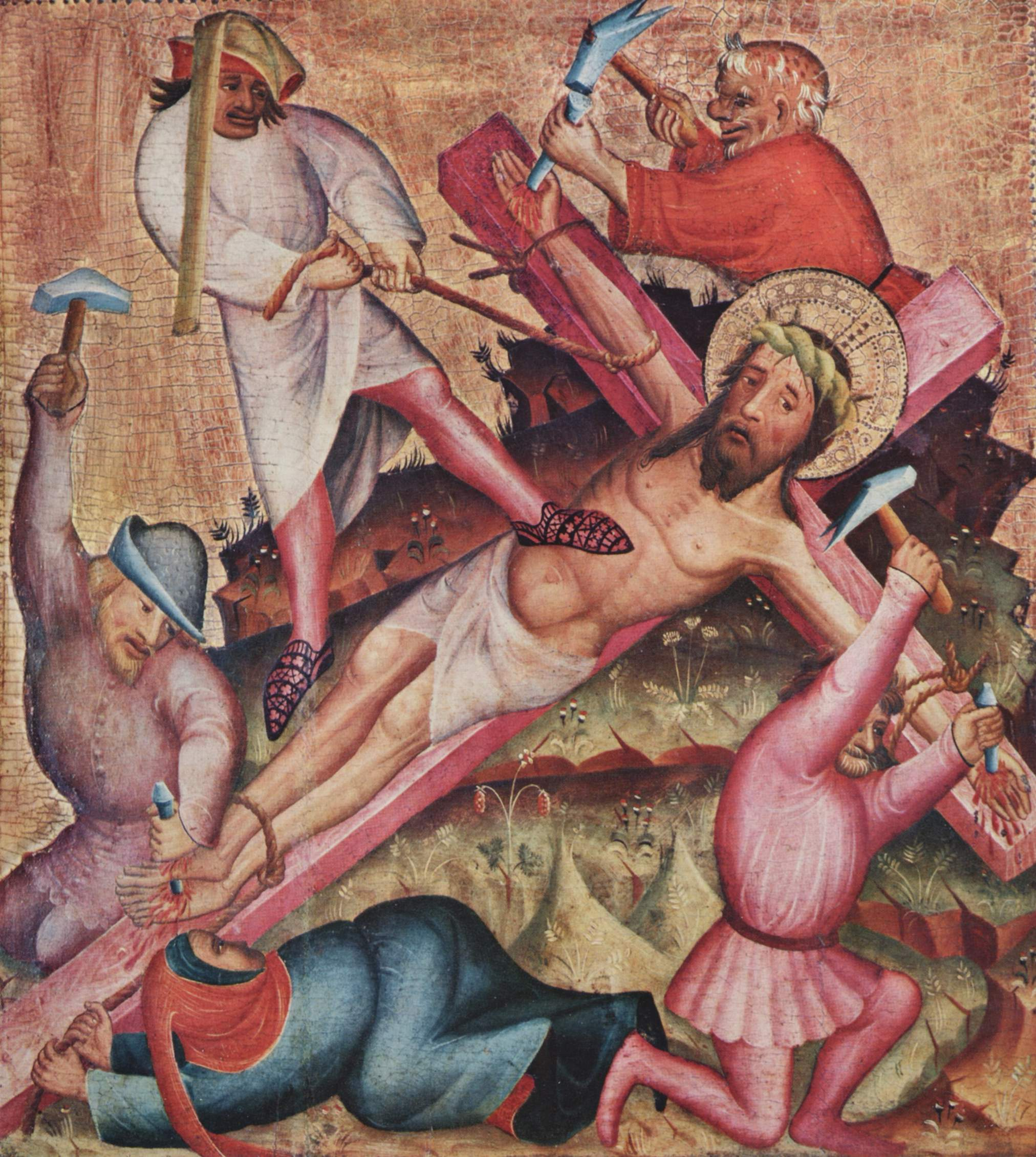
Алтарь из собрания Земельного музея Нижней Саксонии. Крестные муки
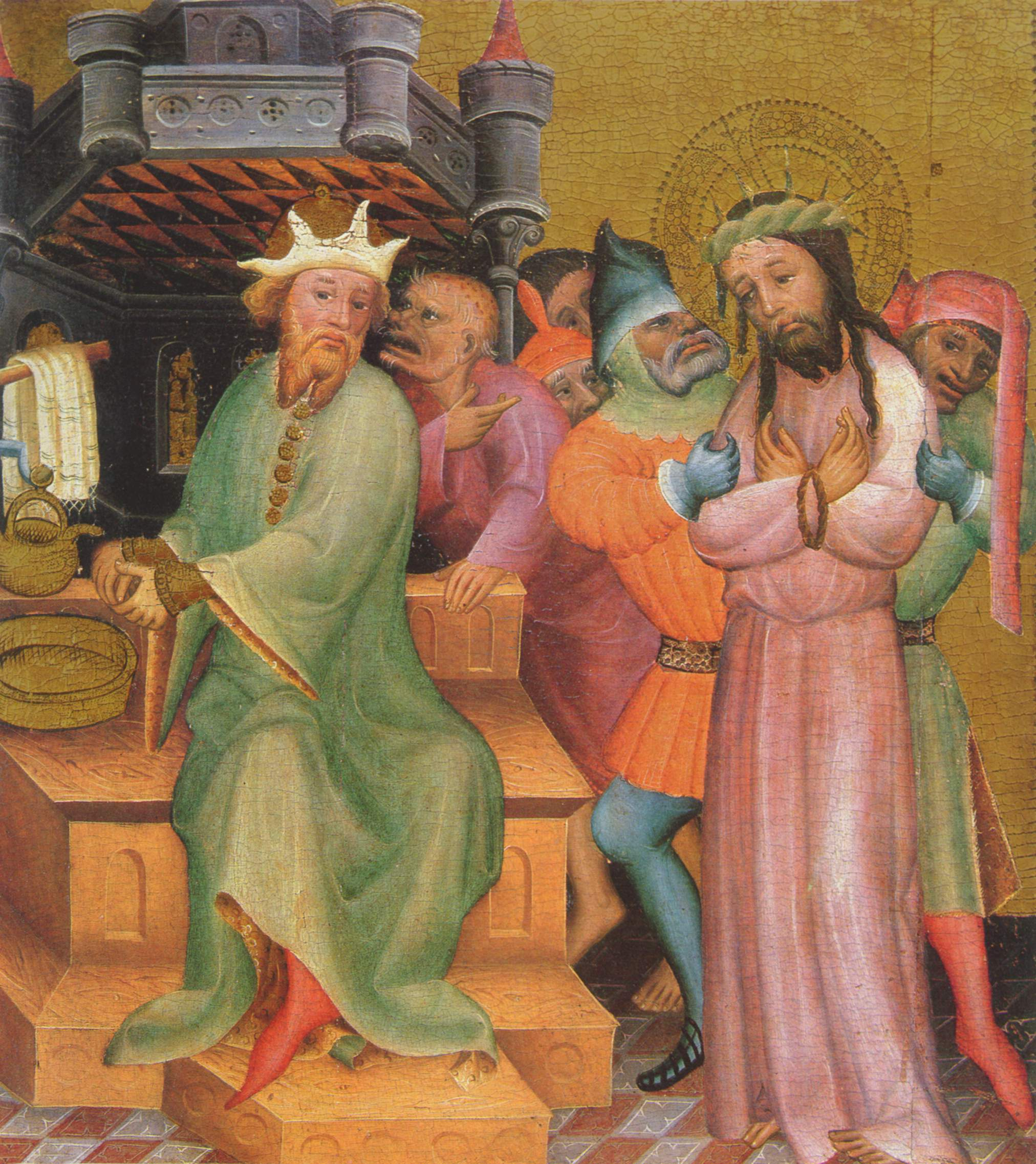
Алтарь из собрания Земельного музея Нижней Саксонии. Христос перед Пилатом